# Caprimúlgids
Els caprimúlgids són una família d'ocells nocturns de l'ordre dels caprimulgiformes. En són representants als Països Catalans l'enganyapastors i el siboc.

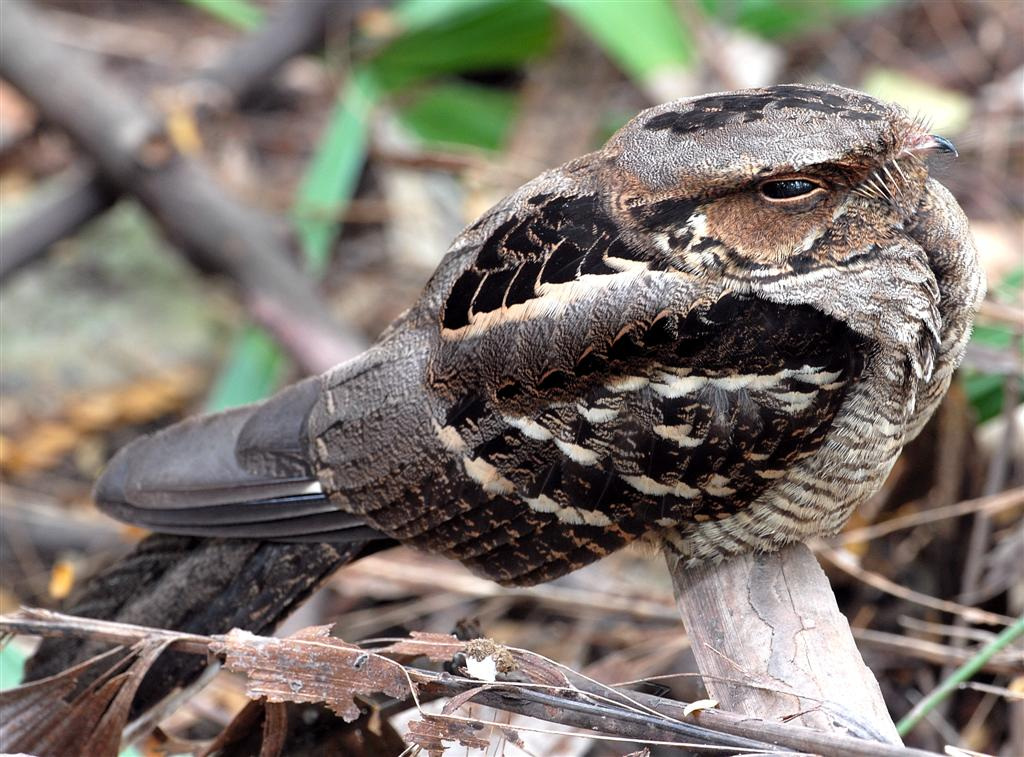
Caprimulgus macrurus

## Morfologia
- Ales llargues i punxegudes.
- Potes curtes.
- Bec gros, molt curt i envoltat de pèls rígids.
- Colors críptics del plomatge per poder mimetitzar-se amb l'entorn durant el dia.

## Reproducció
Nien a terra.

## Alimentació

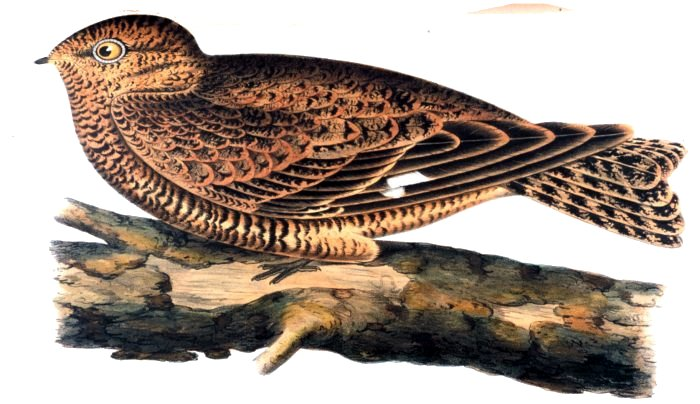
Il·lustració de Chordeiles henryi (ca. 1859)

Mengen insectes (en especial, papallones nocturnes i altres insectes voladors grans).

## Distribució geogràfica
Es troben a tota la Terra.

## Costums
En volar no fan, pràcticament, soroll i són actius a la nit o al capvespre.

## Taxonomia

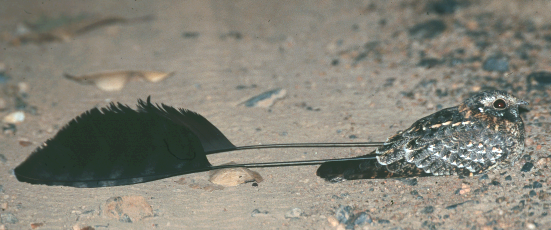
Mascle de Macrodipteryx longipennis fotografiat a Costa d'Ivori

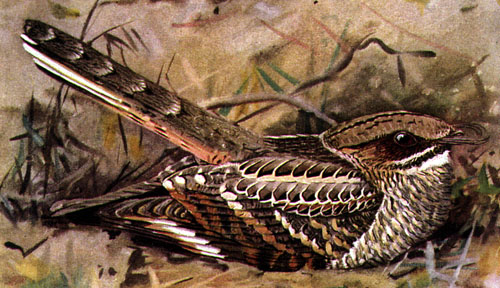
Il·lustració de Nyctidromus albicollis (circa 1926)

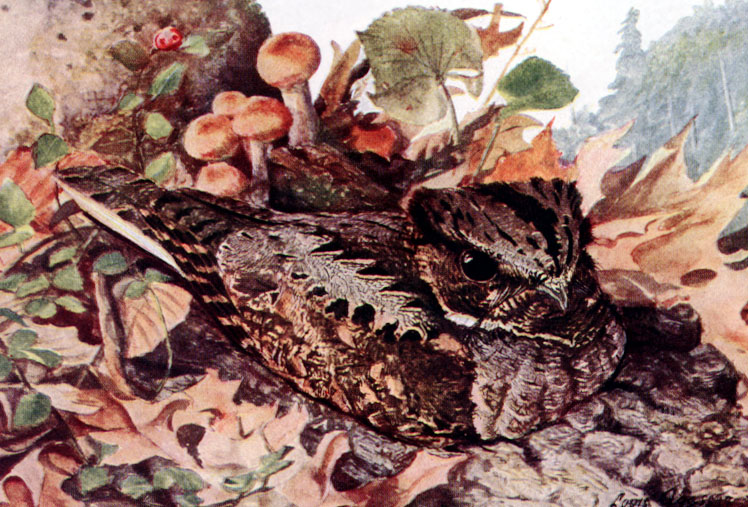
Enganyapastors cridaner (Caprimulgus vociferus)

Aquesta família és classificada en 20 gèneres amb 98 espècies.
- Subfamília Eurostopodinae.
  - Eurostopodus, amb 7 espècies.
  - Lyncornis, amb dues espècies.
- Subfamília Caprimulginae.
  - Gactornis, amb una espècie: enganyapastors de collar (G. enarratus)
  - Chordeiles, amb 6 espècies.
  - Lurocalis, amb dues espècies.
  - Nyctiprogne, amb dues espècies.
  - Nyctipolus, amb dues espècies.
  - Nyctidromus, amb dues espècies.
  - Setopagis, amb quatre espècies.
  - Eleothreptus, amb dues espècies.
  - Systellura, amb tres espècies.
  - Uropsalis, amb dues espècies.
  - Hydropsalis, amb quatre espècies.
  - Macropsalis, amb una espècie: enganyapastors cua de pinça (M. forcipata)
  - Siphonorhis, amb dues espècies.
  - Nyctiphrynus, amb quatre espècies.
  - Phalaenoptilus, amb una espècie: enganyapastors de Nuttall (P. nuttallii)
  - Antrostomus, amb 12 espècies.
  - Veles, amb una espècie: enganyapastors bimaculat (V. binotatus)
  - Caprimulgus, amb 38 espècies.